# Maths Heuman

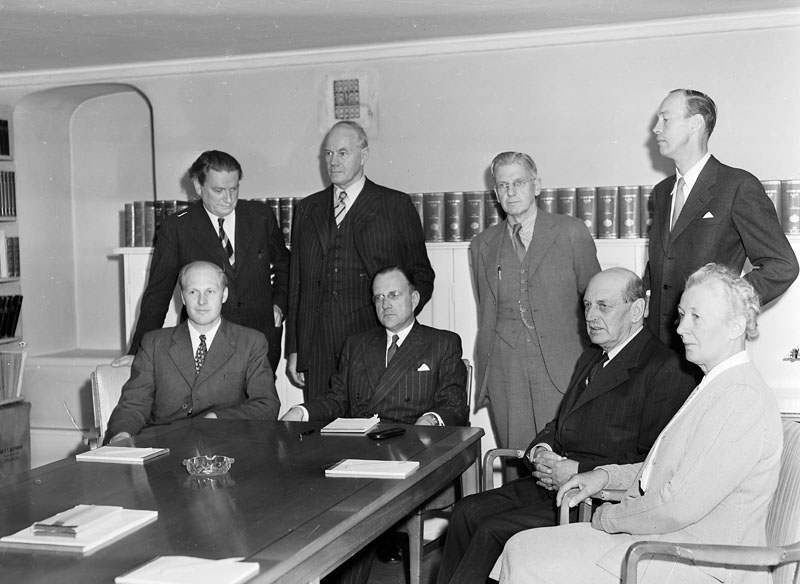
Maths Heuman (sittande andra från vänster) som ordförande i Kejnekommissionen 1950.

Carl Helge Mathias (Maths) Heuman, född 12 mars 1899 i Falkenberg, död 29 juni 1993 i Täby, var en svensk jurist. Han var hovrättspresident i Hovrätten för Västra Sverige 1960–1966 och Sveriges förste riksåklagare 1948–1960. 

## Biografi
Maths Heuman var son till medicine doktor Gustaf Daniel Heüman och Helena, född Fjellman. Han blev juris kandidat vid Lunds universitet 1925 och gjorde därefter en snabb karriär inom rättsväsendet, bland annat vid justitiedepartementet. Hösten 1933 skrev Heuman på justitieministern Karl Schlyters uppdrag den promemoria som låg till grund för kriminaliseringen av utpressning.
Heuman blev hovrättsråd vid Göta hovrätt 1937, tillförordnad lagbyråchef vid justitiedepartementet 1935–1938, och Halmstads borgmästare 1938–1947. Heuman var dessutom ledamot av krigsdomstolen 1941–1947 samt i strafflagberedningen. 1947 utförde Heuman Justitiekanslerämbetets utredning i Unmanaffären.
När riksåklagareämbetet infördes 1948, utsågs Heuman till befattningen, vilken han innehade till 1960, samt var därefter hovrättspresident vid Hovrätten för Västra Sverige 1960–1966. Efter sin pensionering var Heuman 1967–1971 verksam som styrelseordförande i Rederi AB Nordstjernan. Han utnämndes till juris hedersdoktor vid Lunds universitet, hedersledamot av Hallands nation i Lund 1948, av Göteborgs nation i Uppsala 1963, hedersledamot av Vetenskaps- och Vitterhets-Samhället i Göteborg (KVVS) 1965 och var kommendör av Nordstjärneorden. Heuman är begravd på Örgryte gamla kyrkogård.

### Kejne- och Haijbyaffärerna
Heuman blev allmänt känd då han 1949 fick uppdraget att granska staten Israels rapport om mordet på Folke Bernadotte, 1950 utsågs till ordförande i Kejnekommissionen, och 1952 ansvarade för utpressningsåtalet mot Kurt Haijby. 
1974–1975 skrev Heuman ned sina minnen från Haijby- och Kejneaffärerna som deponerades i Riksarkivet och hos Riksåklagaren för framtida kvalificerad forskning. Anteckningarna omarbetades också till en bok, utgiven 1978, som utöver vad som framkommit i den rapport som Kejnekommissionen lämnat i form av en statlig offentlig utredning, och de delar av hovrättsdomen i Haijbymålet som var offentliga, också lyfte fram Heumans egna funderingar kring fallen. Denna har år 2008 kritiserats av advokaterna Ebervall och Samuelson för att ha dolt och förminskat de rättsövergrepp som Kurt Haijby ansåg sig utsatt för.

### Avkriminaliseringen av homosexuella handlingar
Som medarbetare i strafflagberedningen hade Heuman knappast så stort inflytande. Frågan om avkriminalisering av homosexuella handlingar väcktes redan med en motion till 1933 års riksdag av juris professor Vilhelm Lundstedt, och 1943 års riksdag uppmanade på Lundstedts initiativ regeringen att snarast komma med en proposition. Eric Thorsell menar att Karl Gustaf Westman, justitieminister 1936–1943, offentligt förklarat att samvetsskäl förbjöd honom att stödja förslaget, och därför förhalat ärendet. Oron för att följden skulle bli att homosexuella skulle komma att visa sig mera öppet delades av Heuman, och Fredrik Silverstolpe citerar Heumans motvilja mot "ohöljt manifesterade" homosexuella förbindelser. Heuman kom också att dela den uppfattning som ofta framfördes i den offentliga debatten, att avkriminaliseringen 1944 fått en tilltagande "pojkprostitution" till följd.

### Familj
Maths Heuman var far till justitierådet Jan Heuman och lagmannen Sigurd Heuman.

## Utmärkelser
- Kommendör med stora korset av Nordstjärneorden, 6 juni 1958.[11]